# Крайні точки Бельгії
Це список крайніх географічних точок Бельгії

## Координати
- Північ: 51°29′52.08″ пн. ш. 4°46′30″ сх. д. / 51.4978000° пн. ш. 4.77500° сх. д.
поблизу Meersel-Dreef[fr], провінція Антверпен, на кордоні з Нідерландами,
- Південь: 49°30′0″ пн. ш. 5°28′1.2″ сх. д. / 49.50000° пн. ш. 5.467000° сх. д.
поблизу Торньї, провінція Люксембург, на кордоні з Францією,
- Захід: 51°6′0″ пн. ш. 2°34′58.8″ сх. д. / 51.10000° пн. ш. 2.583000° сх. д.
поблизу Де-Панне, провінція Західна Фландрія, на кордоні з Францією,
- Схід: 50°19′49.08″ пн. ш. 6°22′59.16″ сх. д. / 50.3303000° пн. ш. 6.3831000° сх. д.
поблизу Кревінкеля[en], провінція Льєж, на кордоні з Німеччиною,

## Відносно рівня моря
- Найвища: пагорб Синьяль-де-Ботранж, (694 м), 50°30′6″ пн. ш. 6°5′34″ сх. д. / 50.50167° пн. ш. 6.09278° сх. д.
- Найнижча: узбережжя Північного моря